# Parafia Matki Bożej Szkaplerznej w Radowie Małym
Parafia pod wezwaniem Matki Bożej Szkaplerznej w Radowie Małym – parafia rzymskokatolicka należąca do dekanatu Resko, archidiecezji szczecińsko-kamieńskiej, metropolii szczecińsko-kamieńskiej. Prowadzą ją księża diecezjalni. Siedziba parafii mieści się w Radowie Małym.

## Kościół parafialny
Kościół Matki Bożej Szkaplerznej w Radowie Małym

## Kościoły filialne i kaplice
- Kościół św. Jana Apostoła w Borkowie Wielkim[1]
- Kościół św. Michała Archanioła w Rogowie[1]